# Ле Гальенн, Ричард
Ричард Ле Гальенн (англ. Richard Le Gallienne; 20 января 1866, Ливерпуль ― 15 сентября 1947, Ментона) ― английский писатель и поэт. Американская актриса Ева Ле Гальенн (1899 ― 1991) была его дочерью от второго брака.

## Биография
Родился в городе Ливерпуль в 1866 году. В молодости работал помощником бухгалтера, но вскоре ушёл с этой работы и решил стать профессиональным писателем. Сборник Ле Гальенна My Ladies' Sonnets появился в печати в 1887 году. В 1889 поэт стал секретарём режиссёра и драматурга Вильсона Баррета.
В 1891 году Ле Гальенн начал сотрудничать с газетой The Star. Также писал и для прочих газет под псевдонимом Logroller. Писал в том числе и для журнала Жёлтая книга, и был вхож в Клуб рифмоплётов.
Его первая жена, Милдред Ли, умерла в 1894 году. Вместе у них была одна дочь, Эспер. В 1897 году он женился на датской журналистке Джули Норрегард. В 1903 году они расстались, а их дочь Ева осталась жить с матерью в Париже. Ле Гальенн переехал жить в Соединённые Штаты. В 1906 году перевёл с датского на английский Любовную трилогию Петера Нансена, хотя большинство источников приписывают это перевод Джулии. Окончательно они развелись в июне 1911 года. 27 октября 1911 того же года он женился на Перри Ирме Хинтон, которая ранее была замужем за свои её двоюродным братом, художником и скульптором Роландом Хинтоном Перри. Ле Гальенн и Хинтон к тому времени уже давно были знакомы: так, ещё в 1906 году они совместно написали одну статью. Дочь Ирмы Гвендолин Перри последствии сменила фамилию на Ле Гальенн, однако поскольку родилась она в 1900 году, она едва ли может быть дочерью поэта.
Ле Гальенн и Ирма жили в Париже с конца 1920-х и тогда же вместе занимались публицистикой.
В начале 1940 года поэт жил в Ментоне на Лазурном берегу, однако остаток войны был вынужден провести в Монако. Его дом в Ментоне был занят немецкими войсками, а его библиотека чуть не оказалась отправлена в Германию как трофей. Однако поэт обратился к одному немецкому офицеру, который находился в Монако, который позволил ему вернуться в Ментону, чтобы собрать свои книги. Ле Гальенн отказывался писать пропагандистские статьи для немцев и итальянцев и был лишён средств к существованию. Однажды на улице он упал в голодный обморок. Похоронен на кладбище Трабуке.

## Сочинения
- My Ladies' Sonnets and Other Vain and Amatorious Verses (1887)
- Volumes in Folio (1889) poems
- George Meredith: Some Characteristics (1890)
- The Book-Bills of Narcissus (1891)
- English Poems (1892)
- The Religion of a Literary Man (1893)
- Robert Louis Stevenson: An Elegy and Other Poems (1895)
- Quest of the Golden Girl (1896) novel
- Prose Fancies (1896)
- Retrospective Reviews (1896)
- Rubaiyat of Omar Khayyam (1897)
- If I Were God (1897)
- The Romance Of Zion Chapel (1898)
- In Praise of Bishop Valentine (1898)
- Young Lives (1899)
- Sleeping Beauty and Other Prose Fancies (1900)
- The Worshipper Of The Image (1900)
- The Love Letters of the King, or The Life Romantic (1901)
- An Old Country House (1902)
- Odes from the Divan of Hafiz (1903) translation
- Old Love Stories Retold (1904)
- Painted Shadows (1904)
- Romances of Old France (1905)
- Little Dinners with the Sphinx and other Prose Fancies (1907)
- Omar Repentant (1908)
- Wagner’s Tristan and Isolde (1909) Translator
- Attitudes and Avowals (1910) essays
- October Vagabonds (1910)
- New Poems (1910)
- The Maker of Rainbows and Other Fairy-Tales and Fables (1912)
- The Lonely Dancer and Other Poems (1913)
- The Highway to Happiness (1913)
- Vanishing Roads and Other Essays (1915)
- The Silk-Hat Soldier and Other Poems in War Time (1915)
- The Chain Invisible (1916)
- Pieces of Eight (1918)
- The Junk-Man and Other Poems (1920)
- A Jongleur Strayed (1922) poems
- Woodstock: An Essay (1923)
- The Romantic '90s (1925) memoirs
- The Romance of Perfume (1928)
- There Was a Ship (1930)
- From a Paris Garret (1936) memoirs
- The Diary of Samuel Pepys (editor)